# Le Duc de Foix
Le Duc de Foix (ou Amélie ou le Duc de Foixest une tragédie de Voltaire en cinq actes et en vers. Composé à Berlin, Le Duc de Foix était envoyé à Paris en juin 1752. Elle fut donnée pour la première fois au Théâtre de la rue des Fossés à Paris, le 17 août de la même année.
« Adélaïde du Guesclin ou le duc de Foix », écrivait Voltaire à d'Argental, « bonnet sale, ou sale bonnet, c'est la même chose ; c'est-à-dire que ces deux pièces sont également médiocres, à cela près que le bonnet sale d'Adélaïde est encore plus sale que celui du duc de Foix ». Le Duc de Foix n'est en effet qu'une variante d'Adélaïde.